# Abotani
Abotani (Abotenī) este denumirea dată omului primordial în religia comunității Tani din statul indian Arunachal Pradesh.
Triburile Nishi din zona tibetană îl denumesc Abo Teni.
Unul din fiii săi, Abloma, este considerat strămoșul meșteșugarilor în bronz și inventatorul clopotelor tibetane.
Simbolurile conținute în acest mit:
- apariția omenirii;
- formarea civilizației pastoral-agrare;
- constituirea religiei pentru apărarea celor două valori anterioare.